# Egon Zimmermann
Egon Zimmermann (Lech (Vorarlberg), 8 februari 1939 - aldaar, 23 augustus 2019) was een Oostenrijkse alpineskiër.
Zimmermann nam twee keer deel aan de Olympische Winterspelen (1964 en 1968), welke tevens als Wereldkampioenschappen alpineskiën golden. Bij de Winterspelen van 1964 werd hij olympisch kampioen (en wereldkampioen) op de afdaling. Op het WK van 1962 werd hij ook wereldkampioen op de reuzenslalom, het kampioenschap waar hij ook brons won op de afdaling.
Vanaf 1968 was hij hoteleigenaar van 4-sterrenhotel Kristberg in Lech. 
Hij leed aan Multiple sclerose.
Zimmermann overleed op 80-jarige leeftijd na hartfalen.

## Kampioenschappen
1948: Henri Oreiller ·
1952: Zeno Colò ·
1956: Toni Sailer ·
1960: Jean Vuarnet ·
1964: Egon Zimmermann ·
1968: Jean-Claude Killy ·
1972: Bernhard Russi ·
1976: Franz Klammer ·
1980: Leonhard Stock ·
1984: Bill Johnson ·
1988: Pirmin Zurbriggen ·
1992: Patrick Ortlieb ·
1994: Tommy Moe ·
1998: Jean-Luc Crétier ·
2002: Fritz Strobl ·
2006: Antoine Dénériaz ·
2010: Didier Défago ·
2014: Matthias Mayer ·
2018: Aksel Lund Svindal ·
2022: Beat Feuz